# Carl Spens
Carl Gustaf Spens, född den 10 september 1854 i Vånga socken, Östergötlands län, död den 24 oktober 1936 på Höja, Gryta församling, Uppsala län, var en svensk greve och militär. Han var son till Harald Spens och far till Edvard Spens.
Spens blev underlöjtnant vid Andra livgrenadjärregementet 1874, löjtnant där 1882 och kapten där 1889. Han befordrades till major vid Södra skånska infanteriregementet 1900 och till överstelöjtnant vid Norra skånska infanteriregementet 1903. Han var överste och chef för sistnämnda regemente 1908–1914. Spens blev riddare av Svärdsorden 1895 och kommendör av andra klassen 1912.